# شهرستان شرپتس
شهرستان شرپتس (به لهستانی: Powiat Sierpc) یک شهرستان در لهستان است که در استان ماسوویان واقع شده‌است. شهرستان شرپتس ۸۵۲٫۸۹ کیلومتر مربع مساحت و ۵۳٬۸۱۱ نفر جمعیت دارد.